# Leipäjuusto

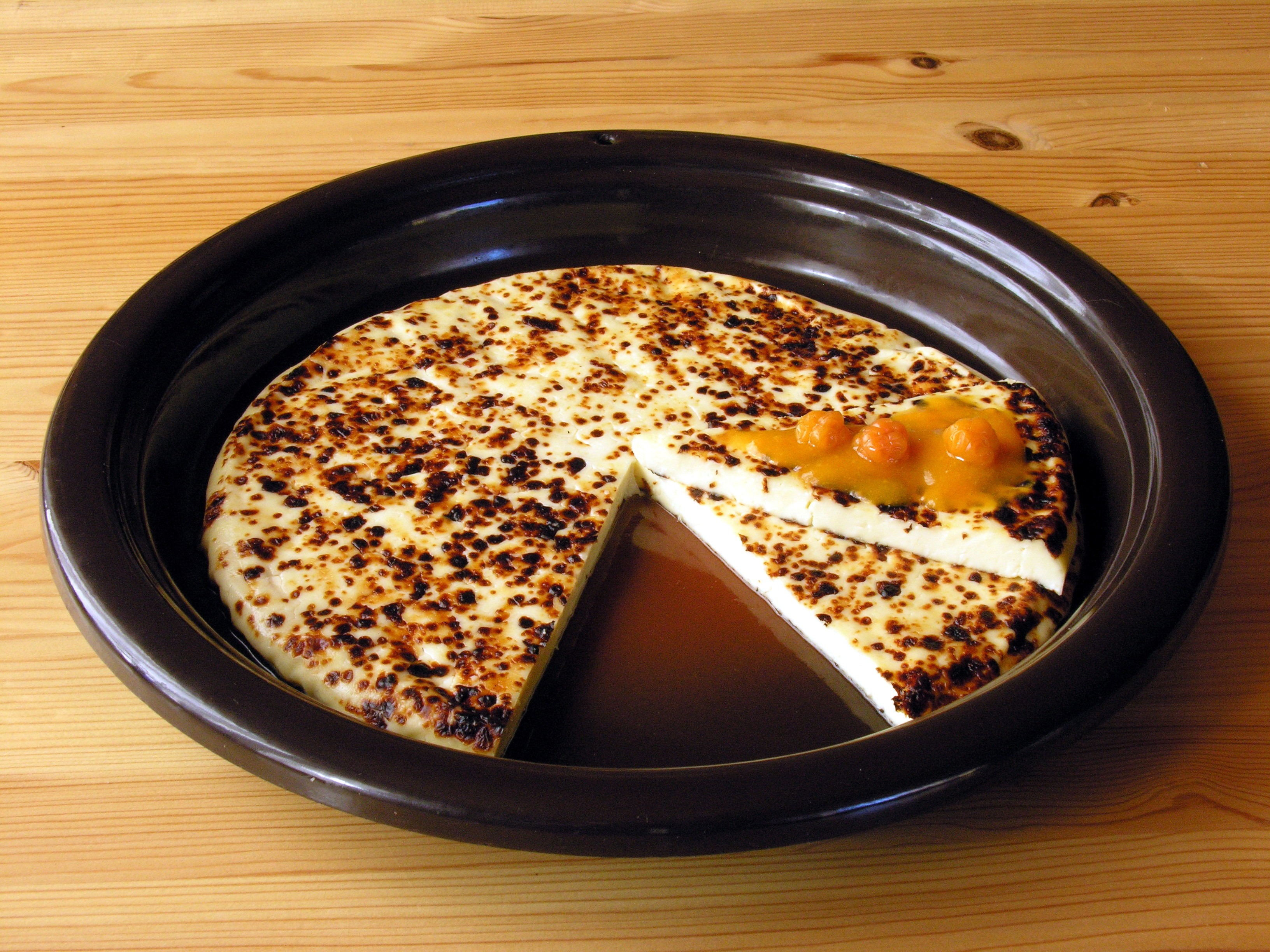
Leipäjuusto met kruipbraamconfituur

Leipäjuusto (letterlijk: broodkaas) is een harde kaassoort die traditioneel uit biest van de koe wordt bereid. Zij komt uit Noord-Finland of Kainuu.
Leipäjuusto wordt gebakken, gegrilld of geflambeerd, waardoor hij zijn typische bruine kleur en licht verkoolde reliëf krijgt. In Österbotten wordt deze kaas juustoleipä genoemd. 
De in de handel verkijgbare leipäjuusto wordt meestal uit gewone koemelk gemaakt, waardoor deze bleker is en minder intens smaakt.
Verse leipäjuusto wordt enkele dagen op een luchtige plaats gedroogd. Verse of gedroogde leipäjuusto wordt weleens in een kopje opgediend en met koffie overgoten, maar meestal wordt hij samen met kruipbraam of vossenbes koud gegeten, of in de oven gebakken. Hij wordt ook toegevoegd aan salades.
De bekendste fabriek is tegelijk ook een snelwegrestaurant in de buurt van Jalasjärvi, waar men alle variëteiten kan kopen.